# Общество мёртвых поэтов
«Общество мёртвых поэтов» (англ. Dead Poets Society) — американская драма 1989 года о взрослении, снятая режиссёром Питером Уиром по сценарию Тома Шульмана. Действие фильма, в котором снялся Робин Уильямс, происходит в 1959 году в вымышленной элитной школе-интернате под названием «Академия Уэлтон», и рассказывает историю учителя английского языка, который вдохновляет своих учеников, преподавая им поэзию. Образ учителя Китинга, роль которого в фильме исполнил Робин Уильямс, списан с реального учителя, Сэма Пикеринга, преподававшего в Montgomery Bell Academy, где проходил в своё время обучение сценарист фильма Том Шульман.
«Общество мёртвых поэтов» вышло в прокат в США 2 июня 1989 года. Фильм имел коммерческий успех и получил признание критиков. Он собрал 235,9 миллиона долларов по всему миру при бюджете в 16,4 миллиона долларов и стал пятым по кассовым сборам фильмом 1989 года. Фильм получил множество наград, включая номинации на премию «Оскар» в категориях «Лучший фильм» и «Лучшая режиссура», а также номинацию на лучшую мужскую роль (Уильямс). Фильм получил премию BAFTA за лучший фильм, премию «Сезар» за лучший иностранный фильм и премию «Давид ди Донателло» за лучший иностранный фильм. За свою работу Шульман получил премию «Оскар» за лучший оригинальный сценарий.

## Сюжет
1959 год. Семь юношей: Нил Пэрри (Роберт Шон Леонард), Тодд Эндерсон (Итан Хоук), Нокс Оверстрит (Джош Чарльз), Чарли «Новачудо» Далтон (Гэйл Хансен), Ричард Камерон (Дилан Кассман), Стивен Микс (Аллелон Руджиеро), Джерард Питтс (Джеймс Уотерстон), являются учениками престижной частной школы в США — Welton, в основе которой лежат четыре принципа: «Традиция», «Честь», «Дисциплина» и «Совершенство» («Tradition», «Honor», «Discipline» и «Excellence»). Однако сами ученики дают иное определение столпам своей, как они её называют, школы «Hellton» (дословно — «адская»): «Пародия», «Ужас», «Упадничество» и «Отстой» («Travesty», «Horror», «Decadence» and «Excrement»).
В первый же день ученики встречают нового учителя, Джона Китинга (Робин Уильямс), методы преподавания которого коренным образом отличаются от традиционных, применяемых в этой школе уже на протяжении многих десятков лет. Новый учитель начинает преподавание с пламенной лекции об их (учеников) неотвратимой смерти, объясняющей, что жизнь мимолётна, поэтому они должны следовать принципу «Carpe diem» (лат. «Лови день», то есть пользуйся сегодняшним днём, лови мгновение — поэтический призыв римского поэта Горация), а себя он просит называть «О, капитан, мой капитан!». Остальная часть фильма — пробуждение, в котором героям фильма и зрителям даётся понять, что люди, имеющие авторитет, должны всегда действовать как «проводники». Юноши в тайне от всех возвращают к жизни литературный клуб «Общество мёртвых поэтов», членом которого в своё время являлся и сам Китинг.
Вольнодумство доставляет неприятности Нилу Пэрри. Он решает продолжать занятия искусством (то, что он любит и в чём он преуспевает) вместо занятия медициной (карьерой, которую избрал для него отец). Нил получает роль Пэка в пьесе «Сон в летнюю ночь». Отец (Кертвуд Смит) узнаёт об этом только накануне премьеры и приказывает сыну покинуть театр. Нил говорит отцу, что уйдёт. Он спрашивает совета Китинга, и тот говорит ему попробовать убедить отца, что актёрство для него действительно важно. Нил так и не решается на этот разговор, но на следующий день говорит Китингу, что отец разрешил ему играть в пьесе. Выступление проходит успешно, но отец Нила не может простить непослушание своего сына и намеревается отправить его в военную школу города Браден, где бы тот проходил подготовку для поступления в Гарвард. Нил не в состоянии справиться со своими чувствами и не может противостоять своему отцу, поэтому он совершает самоубийство.
Начинается расследование произошедшей трагедии. Директор получает всю информацию, в том числе и об «Обществе мёртвых поэтов», от одного из учеников, Ричарда Камерона. Когда Чарли Далтон узнает о предательстве бывшего друга, он с яростью набрасывается на него, что ведёт к его исключению из Велтона. Отец Нила не признаёт ответственности за трагическую смерть своего сына. Вместо этого он обвиняет в произошедшем учителя — Джона Китинга. Учеников заставляют подписать показания, что Китинг внушил ученикам идею воссоздания «Общества мёртвых поэтов» и заставил Нила не слушаться отца. Китинга увольняют и принуждают покинуть Велтонскую школу.
Когда на очередном уроке Китинг заходит в класс за личными вещами, Тодд встает на парту и произносит: «О, капитан, мой капитан!». То же самое делают многие в классе. Тронутый поддержкой со стороны учеников, Китинг благодарит их и уходит.

## В ролях

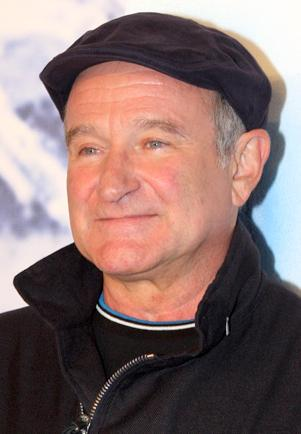
Робин Уильямс играет Джона Китинга.

- Робин Уильямс — Джон Китинг
- Роберт Шон Леонард — Нил Пэрри
- Итан Хоук — Тодд Эндерсон
- Джош Чарльз — Нокс Оверстрит
- Гэйл Хансен — Чарли Далтон
- Дилан Кассман — Ричард Камерон
- Аллелон Руджеро — Стивен Микс
- Джеймс Уотерстон — Джерард Питтс
- Норман Ллойд — мистер Нолан
- Кертвуд Смит — мистер Пэрри

## Производство

### Разработка
Оригинальный сценарий был написан Томом Шульманом на основе его опыта в Академии Монтгомери Белл в Нашвилле, штат Теннесси, в частности, опыта работы с его вдохновляющим учителем Сэмюэлем Пикерингом. Изначально режиссёром был нанят Джефф Кейн, который видел Лиама Нисона в роли Китинга. Среди других актёров, рассматривавшихся на эту роль, были Дастин Хоффман, Мел Гибсон, Том Хэнкс и Микки Рурк. В конечном итоге был утверждён Робин Уильямс, которого Touchstone Pictures предпочитали, но в первый день съёмок за пределами Атланты Уильямс не пришёл, так как не хотел работать с Кейн. Студия сожгла уже построенные декорации и заменила Кейнва другим режиссёром.
В конце 1988 года Питер Уир встретился с Джеффри Катценбергом в Disney. Катценберг, курировавший Touchstone Pictures, предложил Уиру прочитать сценарий Шульмана. На обратном рейсе в Сидней Уир был очарован и шесть недель спустя вернулся в Лос-Анджелес, чтобы подобрать актёров для главных ролей. Именно когда Уиру доверили режиссёрские обязанности, съёмки начались по-настоящему. В рукописи Шульмана Китинг был болен и медленно умирал от лимфогранулематоза; в одной из сцен он был показан на смертном одре в больнице. Уир вырезал эту сцену, посчитав её излишней, поскольку она сосредоточит внимание зрителей на болезни Китинга, а не на его убеждениях. В ранних заметках к сценарию от Disney также предлагалось сделать страсть мальчиков танцем, а не поэзией, а также новое название «Султаны свинга», которое фокусировало бы на характере мистера Китинга, а не на самих мальчиках, но оба варианта были отвергнуты с ходу.

### Съёмки
Съёмки начались в ноябре 1988 года и завершились в январе 1989 года. После того, как создатели фильма осмотрели более 70 университетов и частных школ, они решили, что действие фильма «Общество мёртвых поэтов» будет проходить в школе Святого Андрея и театре Эверетта в Мидлтауне, штат Делавэр, а также в Нью-Касле, штат Делавэр, и соседнем Уилмингтоне, штат Делавэр. Сцены в классе с Китингом снимались в макете класса, построенном на звуковой сцене в Уилмингтоне. Чтобы подчеркнуть, что действие фильма происходит в прошлом, витрины магазинов в городах Делавэра были переделаны, из них были убраны все современные удобства. Во время съёмок Уир просил молодых актёров не использовать современный сленг, даже за кадром. Уир также рассказал, что скрыл от руководства Disney полдня съёмок, чтобы дать Уильямсу полную свободу для использования его комедийных импровизационных навыков.
Фильм «Общество мёртвых поэтов» провёл два открытых кастинга, в которых приняли участие более 3000 человек массовки. Во время съёмок Уильямс много шутил на площадке, что раздражало Итана Хоука. Однако первый агент Хоука подписал с Хоуком контракт, когда Уильямс сказал ему, что Хоук «очень хорошо справится».

## Награды и номинации
- 1990 — премия «Оскар» за лучший оригинальный сценарий (Том Шульман), а также 3 номинации: лучший фильм (Стивен Хафт, Пол Юнгер Уитт, Тони Томас), лучший режиссёр (Питер Уир), лучшая мужская роль (Робин Уильямс)
- 1990 — 4 номинации на премию «Золотой глобус»: лучший фильм — драма, лучший режиссёр (Питер Уир), лучшая мужская роль — драма (Робин Уильямс), лучший сценарий (Том Шульман)
- 1990 — 2 премии BAFTA: лучший фильм (Стивен Хафт, Пол Юнгер Уитт, Тони Томас, Питер Уир)[22], лучшая музыка к фильму (Морис Жарр), а также 4 номинации: лучший режиссёр (Питер Уир), лучшая мужская роль (Робин Уильямс), лучший оригинальный сценарий (Том Шульман), лучший монтаж (Уильям М. Андерсон)
- 1990 — номинация на премию Гильдии режиссёров США за лучшую режиссуру художественного фильма (Питер Уир)
- 1990 — номинация на премию Гильдии сценаристов США за лучший оригинальный сценарий (Том Шульман)
- 1989 — попадание в десятку лучших фильмов года по версии Национального совета кинокритиков США

## «Общество мёртвых поэтов Америки»
В 2008 году бывший преподаватель технологии в общеобразовательной школе Уолтер Скоулд под впечатлением от фильма создал «Общество мёртвых поэтов Америки», задача которого — поиск мест заброшенных захоронений поэтов США. К октябрю 2011 года Скоулд посетил могилы 225 американцев, бывших когда-то национальной гордостью.